# ロマネスク建築
ロマネスク建築（ロマネスクけんちく、英: Romanesque architecture）は、10世紀末から12世紀にかけて、ヨーロッパ各地で展開した建築様式である。
代表的なものとして「ピサの斜塔（鐘塔）」で有名なイタリアの「ピサ大聖堂」や、イギリスの「カンタベリー大聖堂」、カーンのサンテチェンヌ聖堂（フランス、1064年頃～）、イーリ大聖堂（イギリス、1082年～）などがある。
同時代のビザンティン建築と同じく、教会堂建築において最高の知識・技術・芸術が集約されており、彫刻や絵画は聖堂を装飾するための副次的要素であった。ロマネスク建築の建築物は大陸全体で見られ、帝政ローマ建築以来初めての汎ヨーロッパ建築様式とも言える。
ロマネスクという言葉は、美術史・建築史において、19世紀以降使われるようになった用語である。直訳すると「ローマ風の」という意味であるが、当初は「堕落し粗野になったローマ風の建築様式」という蔑称としての側面が強く、その芸術的・建築的価値が評価されるようになるのは20世紀になってからである。

マリーア・ラーハのベネディクト会大修道院教会堂

## 概説
ロマネスク建築は、11世紀にザクセン朝神聖ローマ帝国によって西ヨーロッパの秩序が回復した後、フランス、スペイン北部、ドイツ、イングランド、イタリアと、これらに囲まれた地域で形成された建築である。東ヨーロッパなどの周辺部については、わずかながらロマネスク建築の特徴を持った教会堂が点在するが、本質的には西ヨーロッパで興った建築である。
ロマネスク建築の初期の発展については、カロリング朝フランク王国の時代を通じて組織化された中世キリスト教会、特に11世紀に西ヨーロッパの学問と文化を主導する役割を担っていた修道院の活動によるところが大きい。ロマネスクの時代、修道院運動は全盛期を迎えており、11世紀に設立されたクリュニー修道院と12世紀創設のシトー会の活動は、ロマネスク建築の発展に特に関連づけられる。12世紀後半になると、教会改革によって修道院の活動はより厳格なものとなり、修道院建築は簡素なものとなるが、神聖ローマ帝国の権力が解体されたことによる地方封主の勢力拡大とヨーロッパ全体の農業と産業の発展にともなって、世俗の支援者たちによる拠点都市への大教会堂の建設が行われるようになった。このため地域的な差異がたいへん大きくなり、イベリア半島やイタリア半島南部では、イスラーム芸術が入り交じった独特の建築（シチリア王国の建築や、アンダルシアのムデハル様式）を形成し、12世紀後期のイル＝ド＝フランスは、すでにゴシック建築と呼べる段階に移行している。
ロマネスク建築初期の特徴は、大きくフランスのロワール川の南北で分けることができる。ロワール川以北では、初期ビザンティン建築と同様に、教会堂の形式としてバシリカが採用されたが、角柱に支持された分厚い石の壁で覆われた空間が好まれ、美学的には側廊と身廊を円柱でスクリーンのように分離し、壁面をモザイクとして物質性を否定するような初期キリスト教のバシリカとの関係性はほとんどないと言える。ロワール川以南では、ヴォールト天井を備えた単廊式教会堂が多く建設され、後に広間式教会堂と呼ばれる形式が発展した。バシリカと単廊式ともに、カロリング朝の時代から建設されており、建築史家によっては、8世紀から9世紀のカロリング朝建築をロマネスク建築に含める場合がある。11世紀以降をロマネスクとする説では、それ以前のものを初期キリスト教建築、またはプレ・ロマネスク建築などと呼ぶ。
ロマネスクという言葉は19世紀から用いられるようになったが、19世紀の人々がどのように考えたにせよ、「ローマ風」の言葉が意味するほど、古代ローマの建築物と深いつながりがあるわけではない。ロマネスク建築は、ゲルマン民族の侵入によってローマ文化が途絶えてしまった地域で盛んになったのであり、初期の段階では、先行する建築物や同時期の他文明からの影響はほとんど認められない。

## 歴史
西ヨーロッパの建築の歴史は、メロヴィング朝フランク王国の建築や8世紀以前のアングロ・サクソン建築について、おぼろげながらその輪郭が描ける程度にすぎないので、カロリング朝フランク王国から始まることが一般的となっている。しかしながら、シャルルマーニュによって一時隆盛を誇ったカロリング朝の建築活動は、彼の死後、9世紀末から10世紀後半にかけて衰退した。一般的に、ロマネスクの始まりは960年頃、あるいは政治的区分に従って1000年頃とされるため、カロリング朝建築はロマネスク建築に含まれないが、シャルルマーニュの時代にロマネスク建築の特徴となる要素の萌芽が認められるため、ロマネスク以前を便宜的にプレ・ロマネスク、あるいはプリロマネスクなどと呼ぶ。ここでも、8世紀から10世紀末までをプレ・ロマネスクとし、11世紀以降をロマネスク建築として記述する。

### プレ・ロマネスク

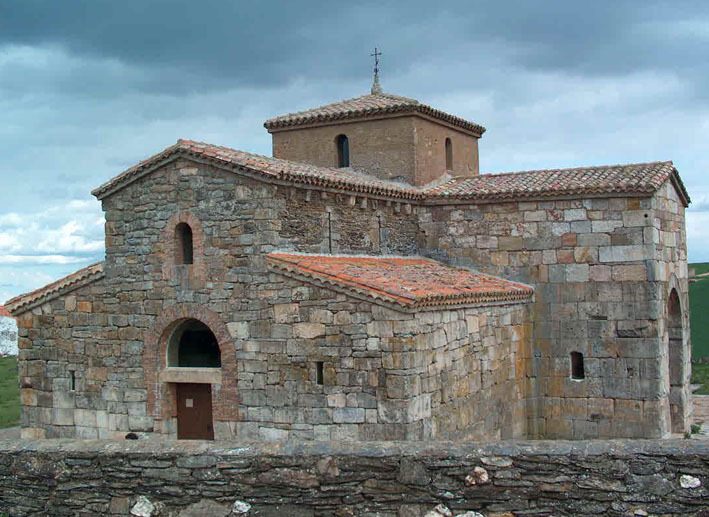
サン・ペドロ・デ・ラ・ナーベ聖堂
ラテン十字平面の単廊式教会堂。中央の一段低い部分が身廊の付属室。

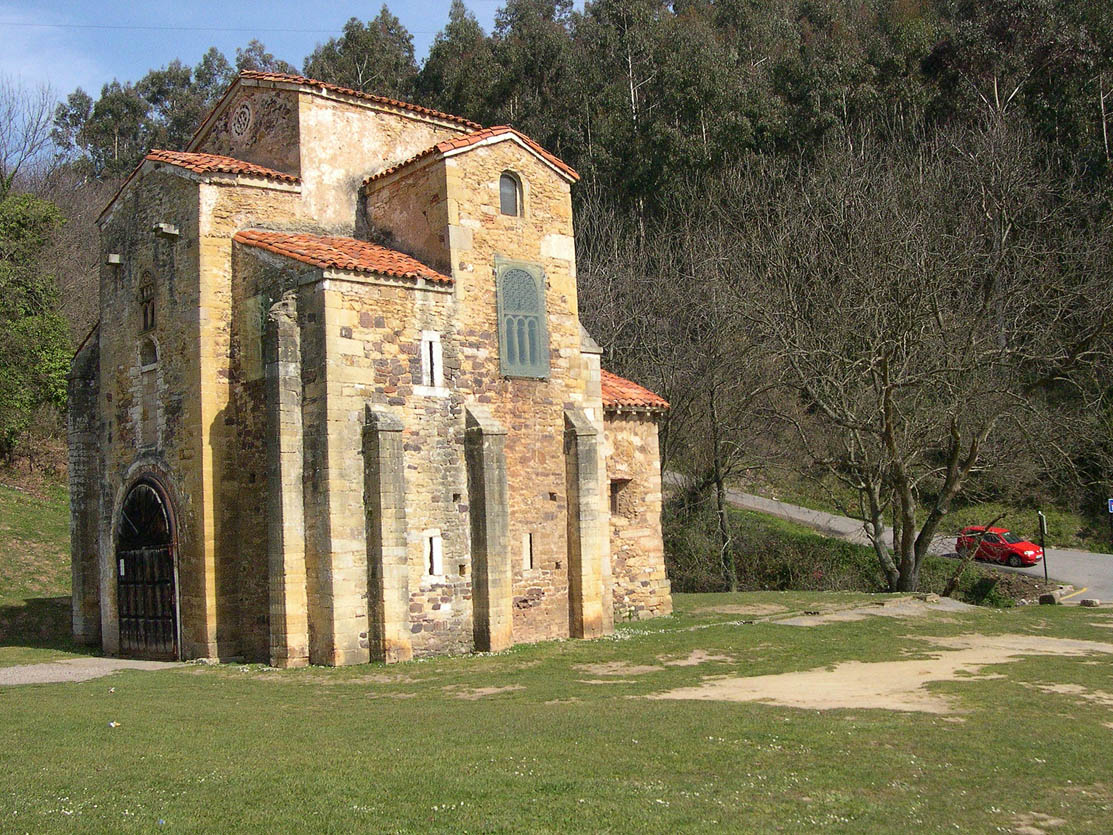
サン・ミゲル・デ・リーリョ聖堂（オビエド）
身廊に、低い側廊状の付属室と高い袖廊状の付属室が相互に取り付く。

プレ・ロマネスクの重要な建築形態は、バシリカと単廊式教会堂（Saalkirche）である。単廊式教会堂は、柱のない単一空間に内陣が連結した単純な教会堂で、しばしば、これにアプスや小礼拝室などが付け加えられる。単廊式教会堂は、ロマネスクの教会堂に側廊のないものがあること、教会堂が空間の足し算によって成り立っていることを証明するものである。礼拝室などの付属室は不規則に連結する場合もあるが、身廊の左右に並べて側廊のように配置されることもあれば、身廊の左右に取り付いて袖廊を構成することもあった。付属室を四方に備えた単廊式教会堂としては、西ゴート王国の時代に建設されたサン・ペドロ・デ・ラ・ナーベ聖堂（691年頃）、レオン王国によるサンタ・クリスティーナ・デ・レーナ聖堂（800年頃）がある。
イタリア半島では、初期キリスト教建築の伝統的なバシリカが作り続けられたが、イベリア半島北部のアストゥリアス地方では、イタリアとは異なる性質を持つバシリカを生み出した。オビエドのサン・フリアン・デ・ロス・プラードス聖堂（800年頃）は、平面上では東端部にトランセプトを有するラテン十字型のバシリカであるが、トランセプトは身廊と側廊から明確に分節され、さらに身廊とトランセプトの両端部にそれぞれナルテクスが追加されている。初期キリスト教建築のような空間の一体性はなく、独立した各部分を寄せ集めたかような形態である。サン・ミゲル・デ・リーリョ聖堂（800年頃）は、現在では西半分しか残っていないが、当初の教会堂はかなり容易に復元可能である。平面はバシリカであるが、側廊は天井の低い部分と袖廊のように天井が高い部分が繰り返されており、やはり内部空間は分離している。ドイツに建設されたバシリカは、イベリア半島のものよりも初期キリスト教のものに近いが、アーケードは円柱ではなく、太い角柱で構成された。また、東端部はアプスで終わるのではなく、より複雑な構成をとる傾向にあった。
プレ・ロマネスクのもうひとつの重要な特徴は、西構え（Westwerk）の発明である。ロマネスク建築からカロリング朝建築を外すことが難しいのは、まさにこの西構えという形態を創造したことにある。西構えとは、上部に 塔のような外観の突出部を備えた西端部であり、実際これはその当時に塔と呼ばれ、次いで完全な塔となった。正方形平面で多層階から成り、1階が玄関広間、2階に東側をアーケードで身廊に解放した大広間を持つ。プレ・ロマネスク期の西構えは、コルヴァイのザンクト・ヴィートス旧大修道院教会堂のみが、かなり改変された状態ではあるが残っている。現在は教会の軸線に対して幅が広く、奥行きの浅い塔状の構造物で、後に横断型西正面と呼ばれる形態に近いが、かつてはほぼ正方形の平面で両側の塔は中央塔よりも小さかった。内部は1階がロマネスク建築の広間式クリュプタと呼ばれる形式で構成され、2階に広間を備える。一般にこれは皇帝の玉座室か皇帝専用の礼拝室であったとされるが、これを裏付ける資料はなく、儀式のために必要な空間、あるいは教会堂に付属する補助的な教会堂とする説もある。

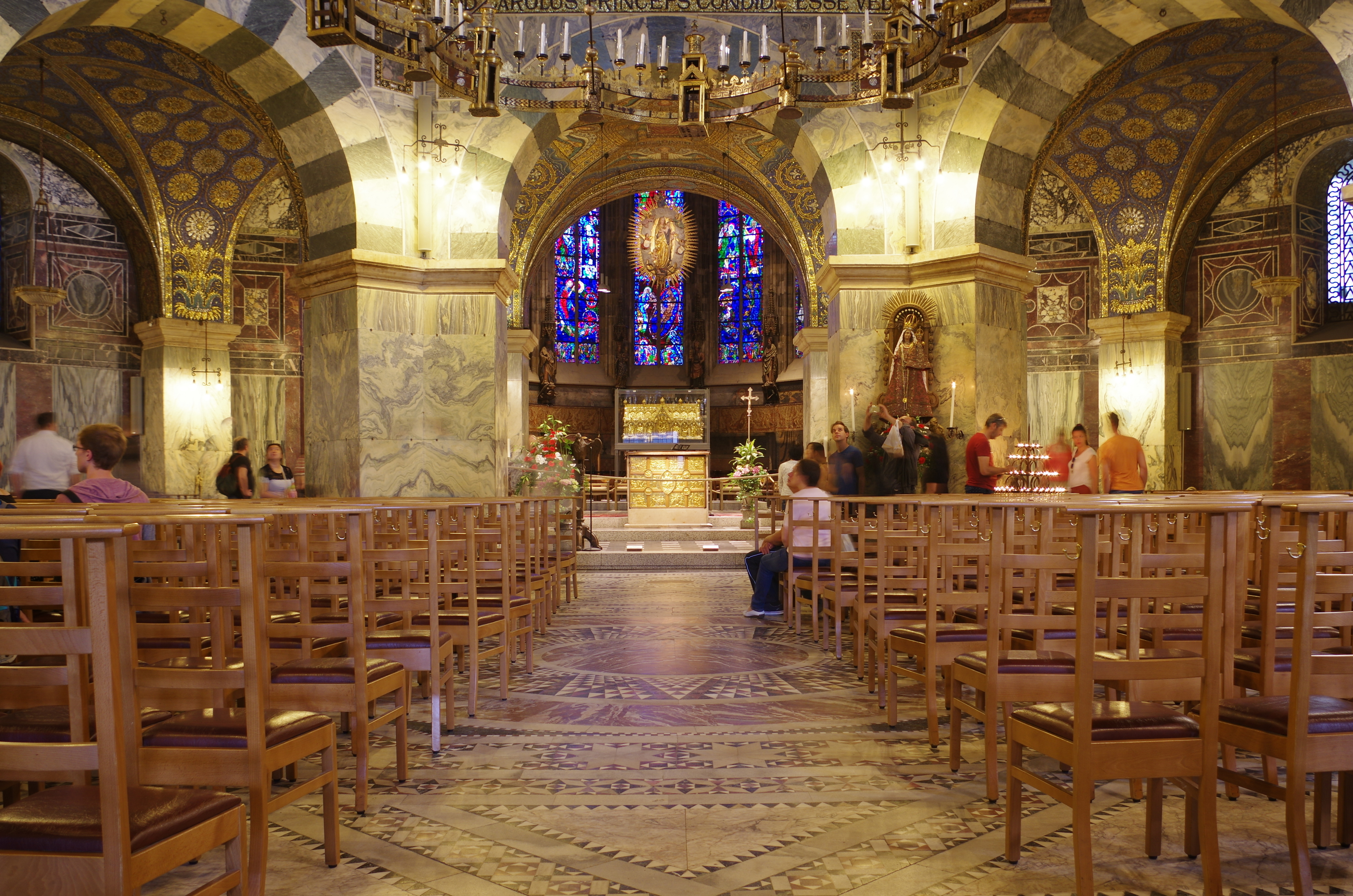
アーヘンの宮廷礼拝堂

アーヘンの宮廷礼拝堂は、カロリング朝建築の最も有名かつ主要な建築である。790年から805年にかけて建設されたこの礼拝堂の直接の源泉は、ラヴェンナにあるサン・ヴィターレ聖堂であるとの説が最も有力で、八角形平面と半円アーチのアーケードはラヴェンナのものとよく対応する。しかし、アーヘンの礼拝堂の内部は太い角柱が強調された高い筒のような空間で、内部と周歩廊がはっきり分離しており、曲線の柔らかさは感じられず、全体的に硬い印象を与える。また、アーヘンの礼拝堂は八角形の内陣に対して十六角形の外壁を持ち、構造的に複雑なものとなっている。このようなアーヘン礼拝堂とサン・ヴィターレの差異は、初期キリスト教建築から西洋建築への変遷過程にあったカロリング朝建築の特徴をよく示しており、同時代とその後の時代の集中式教会堂に明快な影響を与えることになった。

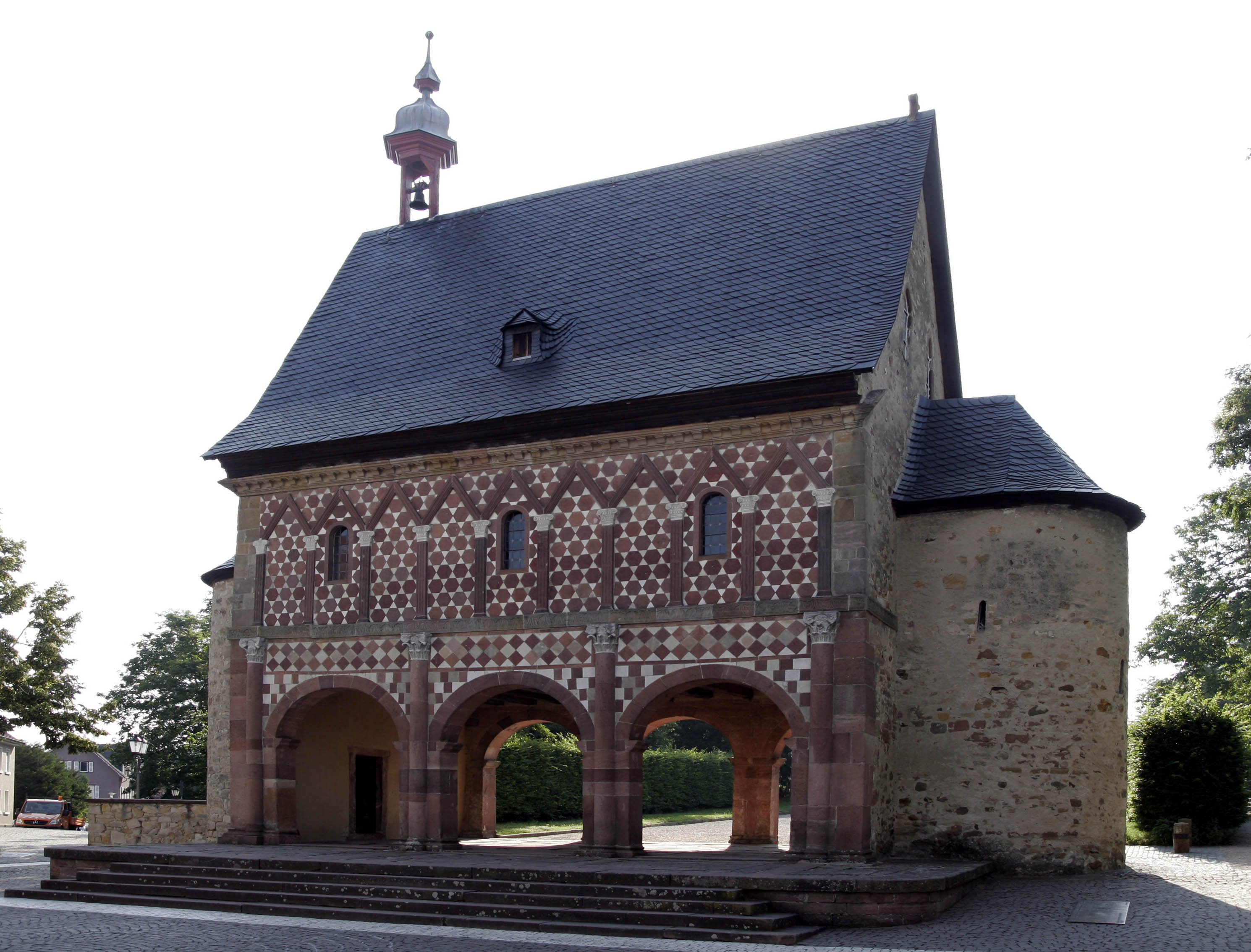
ロルシュの楼門

ロルシュの楼門は、ベネディクト会修道院の入り口に建設された、外観がほぼそのまま残る唯一の建築物である。2階建ての建物で、1階が木造の平天井が架けられた門となっており、2階が大天使ミカエルの祭室となっている。外観は、1階が3つのアーチをかけたローマの凱旋門風の意匠を持ち、2階の立面を柱形とアーチの代わりとなる三角形の梁形で分節して装飾している。立面を分節する手法は初期の中世建築に一般的に認められるが、ロルシュの楼門はこれがカロリング朝建築にすでに確立していたことを物語る。外壁分節は、レオン王国のラミロ1世の宮殿広間と、イギリスに残るアールズ・バートンのオール・セインツ聖堂の塔（10世紀）にも見られるが、オール・セインツの塔のモティーフは、ローマ建築のものではなく、地方的なものに解体されている。ラミロ1世の宮殿は、848年に建設され、13世紀以降はサンタ・マリア・デル・ナランコ（en）と呼ばれている2階建ての建築物で、1階2階ともにトンネル・ヴォールトを架け、粗野ではあるが、円柱、ロッジア、浮き彫りの円盤などで立面を分節装飾している。

### 初期ロマネスク建築

#### 神聖ローマ帝国の建築

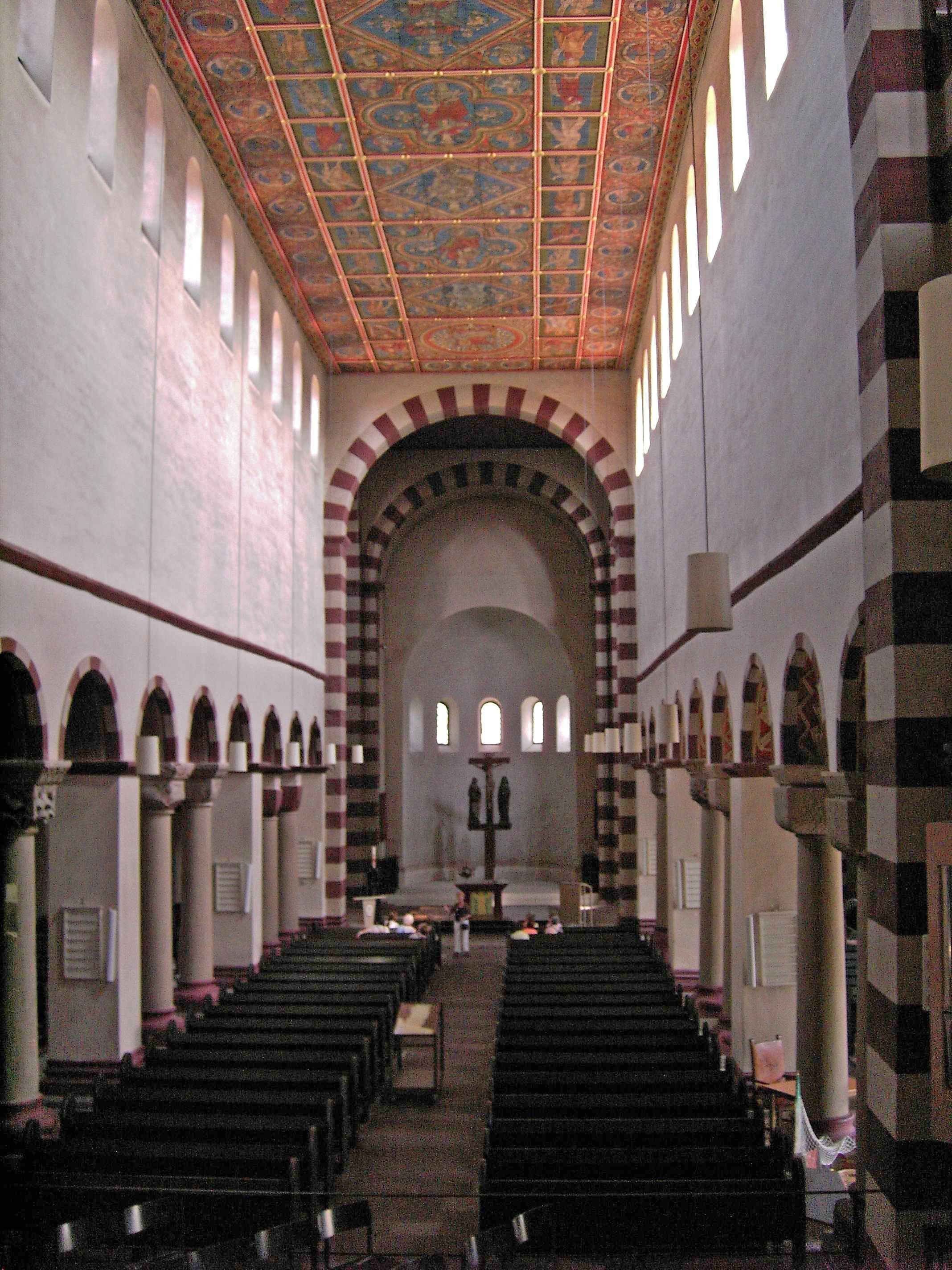
ヒルデスハイムのザンクト・ミヒャエル聖堂の内部
ザクセン朝の平天井バシリカ。内壁は平面的で、アーケードは円柱と角柱を交互に配置する。

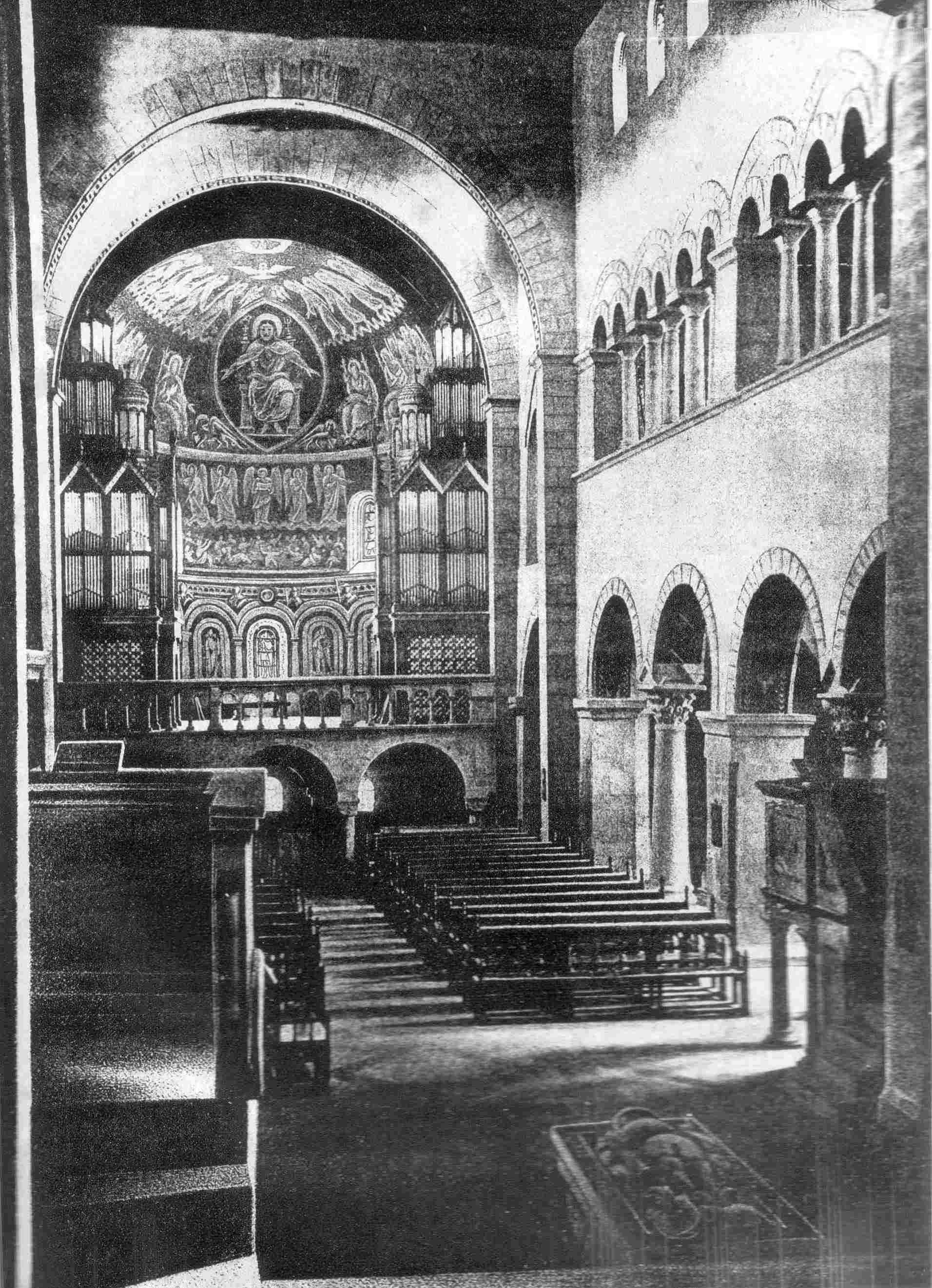
ザンクト・ツァリアクス聖堂

9世紀後半になると、ヨーロッパの北方ではノルマン人が、東方からはハンガリー人、南イタリアからアッバース朝がそれぞれ侵入を繰り返し、イベリア半島では後ウマイヤ朝が隆盛を誇ってその支配を盤石なものとしつつあった。加えてヴェルダン条約によるフランク王国の分裂で権力が希薄となったため、諸侯による紛争が頻発し、ヨーロッパ全域は文字通りの暗黒時代を迎えた。建築活動は著しく衰退し、この時期に建設された建築で現在に残るものは全くない。一方で、この混乱はフューダリズムを発達、確立させることになり、この時代に中世ヨーロッパ社会の枠組みが形成されることになる。
オットー1世が955年のレヒフェルトの戦いでハンガリー人に勝利した後、継続的な戦争状態から脱したヨーロッパは、政治的な安定を取り戻すとともに、再び活発な建築活動を行うことになった。フューダリズム（中世封建制度）の枠組みはきわめて曖昧なもので、オットー3世が自ら「世界の皇帝」と称した神聖ローマ帝国の権威も、行政組織に立脚したものではなく、絵画や建築といった芸術によって具現される象徴的な表現を頼るものであった。このため、ザクセン朝は教会組織を統治機構の中に組み込み、聖堂の建設と寄贈した調度品によって、その権力を維持することになった。ザクセン朝初期の建築活動は完全に空白であるが、1000年前後から大規模な教会堂が建設されたことが知られている。ヴェーザー川とエルベ川に挟まれたザクセン地方東部はその中心地であり、 世界遺産にも登録されているヒルデスハイムのベネディクト会大修道院ザンクト・ミヒャエル聖堂が、この時代のザクセン朝建築の偉大なるモニュメントとして残っている。ザンクト・ミヒャエルに代表されるように、ライン川流域からアルザス地方の教会堂は、円柱とピア（角柱）を交互に配置する平天井バシリカが好まれた。単純に円柱と角柱を交互に配置する方式は、ヴェルデンのザンクト・ルーツィウス聖堂、ドリュベック修道院大教会堂などが挙げられる。ザンクト・ミヒャエルと同じ円柱2本ごとに角柱をおく方式は、ゲルンローデの大修道院付属ザンクト・ツァリアクス聖堂やバート・ガンダースハイム大聖堂などがある。その他に、ブレーメンなどに大聖堂が建設されたことが知られているが、現在ではほんの一部の遺構しか残っていない。
ライン川上流部は、ザクセン東部とともにドイツの初期ロマネスク建築において重要な役割を担った場所である。世界遺産にも登録されているライヒェナウ島には、1000年前後に建設されたオーバーツェルのザンクト・ゲオルグ聖堂、ミッテルツェルのザンクト・マリーア・ウント・ザンクト・マルクス聖堂などが残っている。ザクセン朝の後に帝位を次いだザリエル朝の本拠地であるバーテン、およびラインラントでは、初期ロマネスク建築の活動はたいへん活発化した。ザリエル朝もまた、教会組織との連携を強化、聖堂の建設に邁進し、コンラート2世は、1024年に首都として選んだシュパイアーに大聖堂の建設を命じた。コンラート2世が意図した教会堂は比較的小規模なものであったが、ハインリヒ3世とハインリヒ4世がその拡張を行っている。第一シュパイアーと呼ばれているこの教会堂は、正方形の内陣と平たい外壁、付柱で分節された内壁、完全に分離した交差部を持つ、初期ロマネスク建築に特有の形態であった。

#### ノルマンディとフランス王領

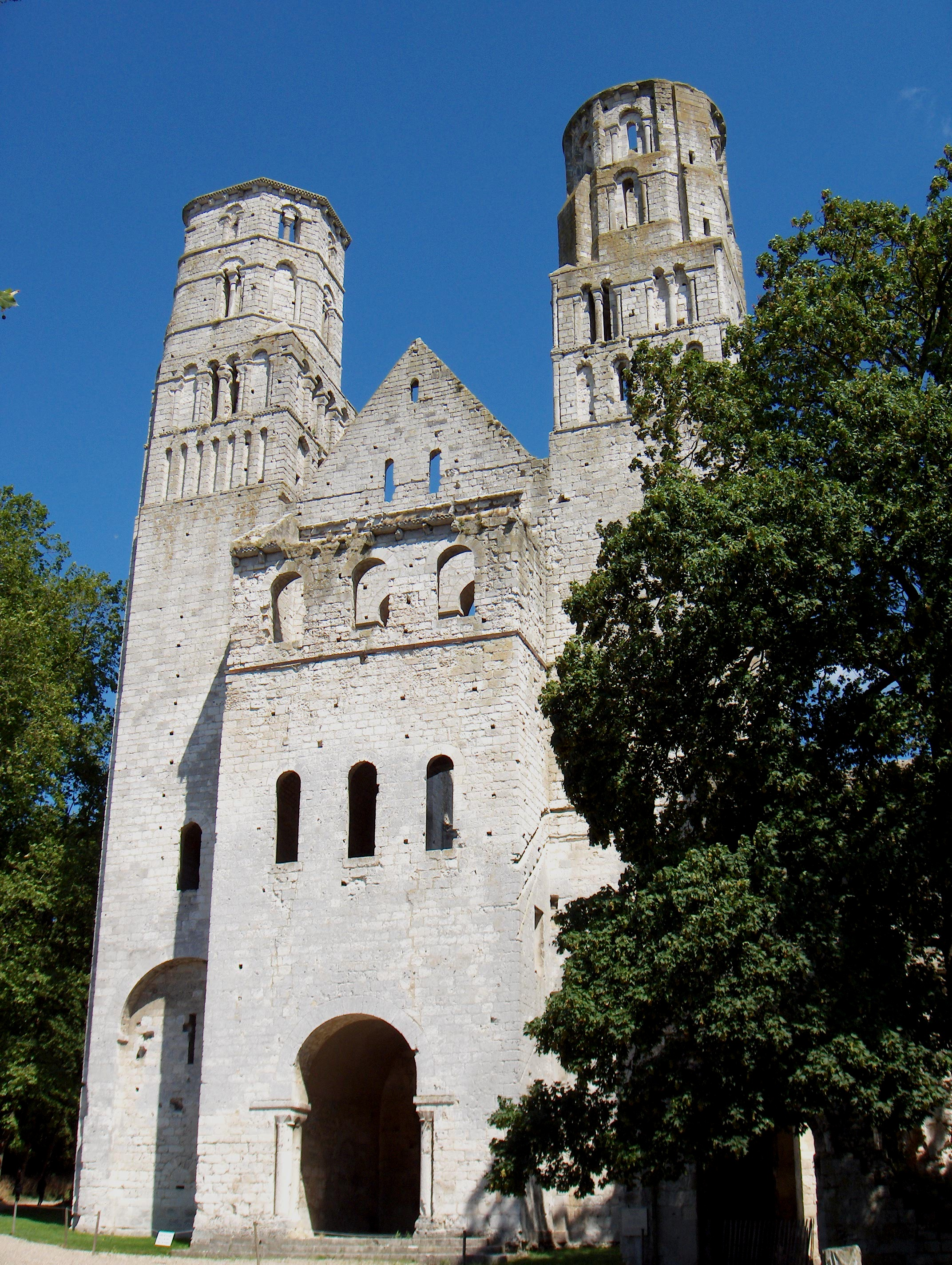
ジュミエージュのノートルダム聖堂
廃墟だが、双塔型西正面へ展開する西構えを持つ。

西フランク王国を継承したカペー朝フランス王国では、初期ロマネスクの時代に固有の建築形態を創出することはできなかった。イル＝ド＝フランスを中心とする王領の建築は、ケルンを中心とするラインラントの建築とかなり密接な関連性があり、この地方には木造屋根を持つ小規模のバシリカ式教会堂が多数建設されているが、いずれも固有の意匠を持つものではない。ヴィニョリのサンテティエンヌ聖堂やパリのサン・ジェルマン・デ・プレ聖堂などが、この時代に建設された比較的大きな教会堂であるが、現在ではほんの一部が残るのみである。ゴシック建築のヴォールト天井と付柱を除けば、ランスのサン・レミ聖堂が、初期ロマネスクの基本的な構成のひとつであるトリビューン付きバシリカの形態をよく残しており、この地域のゴシック建築以前の教会堂がどのようなものであったか窺わせる。
この時期のフランスにおいて最も重要な地域は、ノルマン人の首領ロロが占拠したノルマンディ地方で、双塔型西正面、内陣周歩廊、トリビューンなどの構成は、10世紀から11世紀初頭にかけて建設された教会堂において、断片的にではあるがすでに形成されていた。ジュミエージュの修道院付属ノートル＝ダム聖堂（1070年頃）は廃墟となっているが、フランス王領にも残っていないすばらしい建築で、上記の構成をすべて備えた、知られる限り最も古い教会堂である。上部には2基の塔を備えるが、広間を備えた西正面中央の突出部はプレ・ロマネスクの西構えの名残で、双塔型西正面に至る過渡的形態を備えている。双塔型西正面はジュミエージュのような過渡期を経て、11世紀末に完全なかたちとして現れ、やがて13世紀に北フランスの盛期ロマネスクの標準的な形態となって定着した。征服王ギョームとマティルダが、近親婚の贖罪として建設したカーンのサンテティエンヌ大修道院（アベイ・オー・ゾンム、すなわち男子修道院）とサント・トリニテ（アベイ・オー・ダーム、つまり女子修道院）は、最終的な完成は12世紀末であるが、初期ロマネスクの構成をよく伝えている。特にアベイ・オー・ゾンムの全く装飾のない厳格な西正面は、初期ロマネスク建築の双塔型西正面の傑作であると言える。

ロマネスク建築　フランス
フランスのロマネスク建築は、聖地巡礼と修道院の改革運動が作り上げたと言っても過言ではない。特徴として「多様性の中の統一」という言葉で表現されるように、地方色豊かな多様性を示していながら、終末論的世界観によるキリスト教信仰の表現としての統一性をも含んでいた。地元の材料と技術を優先させ、地方の風土と一体化したロマネスク教会堂が多くあった。元来北東の教会建築は、軽い木造の小屋組を敷き高い大きな空間を持つことを可能にした。北部地方では高い身廊と多塔構想を抱く教会堂が多くみられる。また、ドイツの影響を受けて袖蛇の先端を半円形に整え三葉形に開き、３つの祭室を設けた三葉形内障式プランもケルンで採用されている。ドイツとの文化的接点であるアルザス地方にあるロスハイムの聖ピエール・聖パウロ教会堂では天井を交差ヴォールドに早くに改めた例である。フランスのロマネスクの典型例は、中部のブルゴーニュ、オーヴェルニュ地方で見かけられる。

#### イベリア半島、フランス南部の初期ロマネスク建築
ロマネスク建築は、ニーダーザクセンとノルマンディのほかにもいくつかの地域で発生しており、11世紀にはこれらが二つの重要な地域、すなわちヨーロッパ西北から中央部、そしてピレネー山脈東部に統合された。
イベリア半島北部のキリスト教勢力域では、レコンキスタが本格的に行われるようになる10世紀から11世紀までの間に活発な建設活動が行われた。ロマネスク建築の活動中心地は、バルセロナ伯が支配したカタルーニャであったが、その後政治的重要性が急速に失われたため、当時のままの姿の教会堂が数多く残っている。バルセロナ伯は、フランク王国の辺境領としておかれたものであるが、常に独立を保ち続けており、実際にカロリング朝建築とはほとんどつながりを持っていない。カタルーニャの建築をひとことで表現するとすれば、それは石造トンネル・ヴォールトの建築、ということになる。この地域の主要な建築形態は、広間式教会堂（Hallenkirche）と呼ばれる形式で、平面はバシリカと類似するが、空間構成は北西ヨーロッパの木造平天井バシリカとは決定的に異なる。広間式教会堂は、両流れの屋根を持ち、内部は高さがほとんど同じ三連の石造トンネル・ヴォールトによって構成される。内部ヴォールトの高さが同じなので、通常のバシリカのように高窓は存在せず、内部は左右の壁に設けられた小さな窓しかないため、非常に暗い。外観も、通常のバシリカに比べると、著しくずんぐりとした印象を与える。初期ロマネスクの広間式教会堂は独特の神秘性を漂わせた教会堂であり、イベリア半島北部から南仏一帯の、アルビジョア十字軍によって滅ぼされた独自の文化を垣間みることができよう。これらの地域（カタルーニャだけでなく、ルシヨン、ミディ・ピレネー、アキテーヌ）では、広間式とともに、アストゥーリアスで採用された単廊式教会堂もひろく普及した。代表的な建築物として、カルドーナのサン・ヴィセンテ・デル・カスティーリョ聖堂（1029年から1040年頃）、ラ・トッサ・デ・モンブイのサンタ・マリーア聖堂（987年以降）がある。

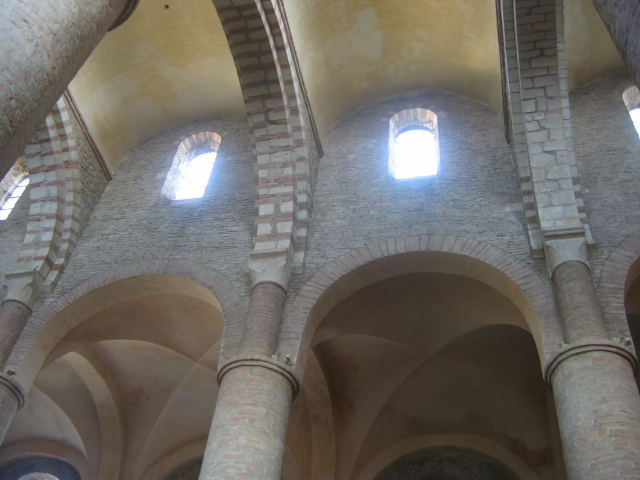
サン・フェリベール聖堂
身廊の特殊なヴォールト架構。

ブルゴーニュの初期ロマネスクは、カタルーニャの建築と密接な関係を持っている。広間式教会堂が採用されただけでなく、天井は多くの場合、石造トンネル・ヴォールトによって構成された。トゥールニュのサン・フェリベール聖堂は完全な広間式ではないが、側廊の天井が高くつくられており、身廊の高窓は低い壁に穿たれている。太い円形ピアは、上部に細い円形付柱を搭載し、これが身廊の横断アーチを支えている。しかし、何よりこの教会堂を印象深いものにしているのは、横断方向にトンネル・ヴォールトが架けられていることで、構造的には、ヴォールトを並べることによって水平方向の応力が相殺されるため、安定性が高い。しかしながら、この措置は他の教会堂建築には、若干の例を除けばほとんど見られない。内部のヴォールト構造が、ヨーロッパ南部の特徴を継承するものであるとすれば、双塔を備える重厚なつくりの西正面は、北部ヨーロッパとの連携を示している。

### 盛期ロマネスク建築

#### 帝立教会堂とノルマンディにおける石造天井の出現
盛期ロマネスクは、時代区分としてはおおよそ1070年から1150年までの時代を指す。レコンキスタを進めるイベリア半島を除けば、西ヨーロッパの情勢は比較的平穏で、10世紀から始まる農業生産力の向上と経済活動の急速な復興によってヨーロッパ全体の人口が増加し、芸術活動もたいへん活発になった。

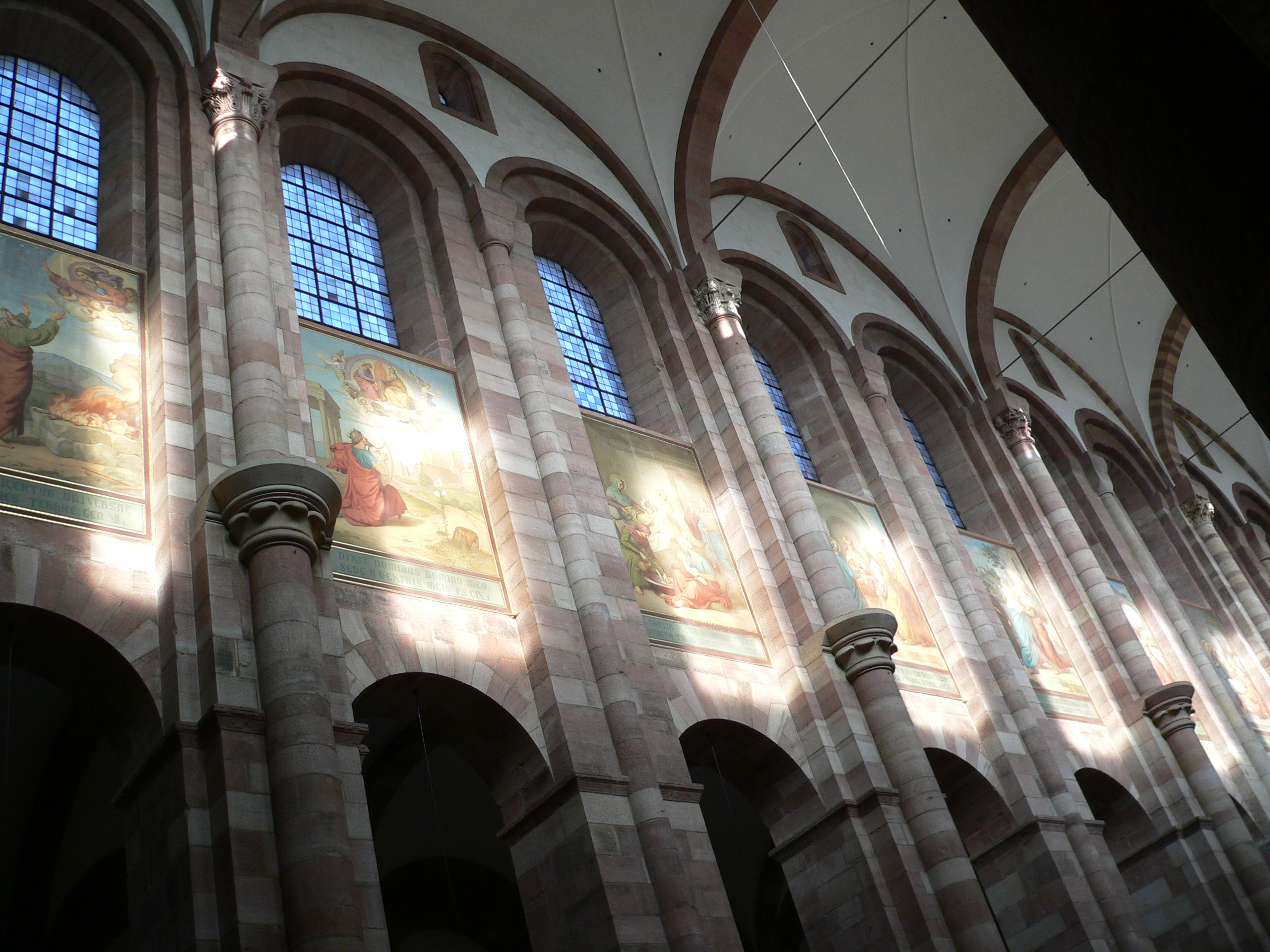
シュパイアー大聖堂の身廊
交差ヴォールトを架けた石造天井、半円アーチと付柱による空間の分節、アーチによるリズミカルな高窓を持つ画期的な教会堂建築。

木造の平天井を架けた帝立大聖堂、第一シュパイアーは1061年に献堂されたが、1080年から1108年頃にかけて再建工事が行われた。この第二シュパイアーは盛期ロマネスク建築のきわめて重要な、そして完成された教会堂である。天井は石造の交差ヴォールトで構成され、各ヴォールトは壁面の付柱から伸びる半円のアーチによって縁取られる。これによって身廊は明瞭に分節された。高窓（クリアストーリ）も、それまでの壁に穿たれた単純な開口部から柱を相互に連結するアーチになっており、壁で構成された建築というよりも、フランスの盛期ゴシック建築のような骨組みによる構成に近いことが分かる。シュパイアー大聖堂の完成度は非常に高いが、当時建設された教会堂の一般的な形式というわけではない。しかし、その革新的な技術は、同じく皇帝によって建設されたマインツ大聖堂において直ちに採用された。
シュパイアー大聖堂を建立するほどに強化された神聖ローマ皇帝の威厳であったが、この権力は、実際には各勢力の微妙なバランスの上に成り立った危ういものであった。世俗権力との結びつきによる弊害を強く意識するクリュニー修道院は教会改革を掲げ、やがてこれは司教や修道院長の任命権を巡る皇帝とローマ教皇との対立（いわゆる叙任権闘争）に発展する。1122年のヴォルムス協約において、この闘争はローマ教皇が有利となり、神聖ローマ皇帝の権力基盤の一翼を担っていた聖職者はその勢力から切り離された。その結果、皇帝から神権が失われ、ザリエル朝の時代に弱体化していた諸公はこれにつけこんで再び勢力を拡大することになった。教会改革運動そのものは、ロマネスク建築に直接的な影響を及ぼしていないが、結果的にはロマネスク建築の多様化を促すことになる。

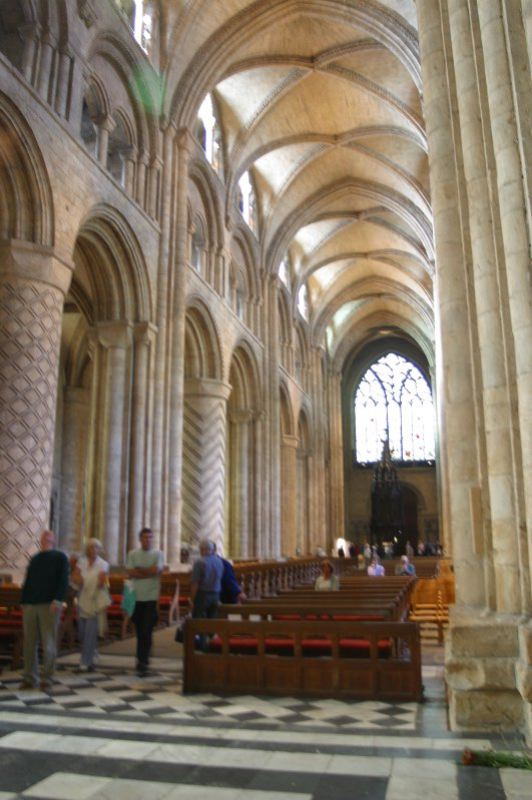
ダラム大聖堂の内部
天井全面に交差リブ・ヴォールトを架けた最初の教会堂。ヴォールトの節目となる横断リブの間で交差ヴォールトを2度繰り返している。

フランス王国は、1180年にフィリップ2世が即位するまで国王の権力が小さく、地方の建築活動はたいへん大きな差異を示した。最も重要な建築を残したのはやはりノルマンディとノルマンディ公に征服されたイングランドで、石造天井の建築技術をいち早く取り入れ、12世紀初頭には大規模な石造天井を持つ教会堂が出現した。1093年から1133年にかけて建設されたダラム大聖堂は、天井全体に交差リブ・ヴォールトを採用した最初の教会堂で、このために、第二シュパイアーとともに盛期ロマネスク建築の最も重要な建築物となっている。身廊は、太い円柱と天井に達する付柱を配した複合柱を交互に配置する構成で、天井の横断リブは複合柱に対応する。このため、横断リブの間で交差ヴォールトが2度繰り返され、未だ完成されていないという印象を与えるが、これはその後出現する六分ヴォールトに代わる唯一のヴォールト架構と言ってよい。
ゴシック建築に引き継がれた六分ヴォールトは、カンのサン・テティエンヌで成立した。木造の平天井を持つ教会堂は1077年に完成したが、その20年から30年ほど後に天井は全面的に石造に換えられた。身廊のアーケードを構成する柱にはあらかじめ天井に到達する付柱があり、リブ・ヴォールトが架けられたときには、付柱に沿ってリブが設けられた。サン・テティエンヌの場合もダラム大聖堂と同じように柱間は2つおきに設けられたが、その間に2つの交差ヴォールトをかけるのではなく、交差ヴォールトを横断するようにリブが設けられ、六分ヴォールトという決定的な形態が出現した。
シュパイアー大聖堂がそうであるように、ダラム大聖堂とカーンのサン・テティエンヌはノルマンディの例外的な建築物である。双方の地域では、12世紀前半まで、ほとんどの教会堂が木造の平天井であった。特にイングランドやイタリアでは、石造技術が十分に発達した13世紀においても、意図的に木造の平天井を持つバシリカが建設され続けた。これは、単に技術的な遅れや建築材料の不備が木造の天井を造らせたのではないということと、石造天井の構築が当時の人々にとって必ずしも進歩的であるということを意味しなかったということを示している。

## 特徴

### 西正面と塔

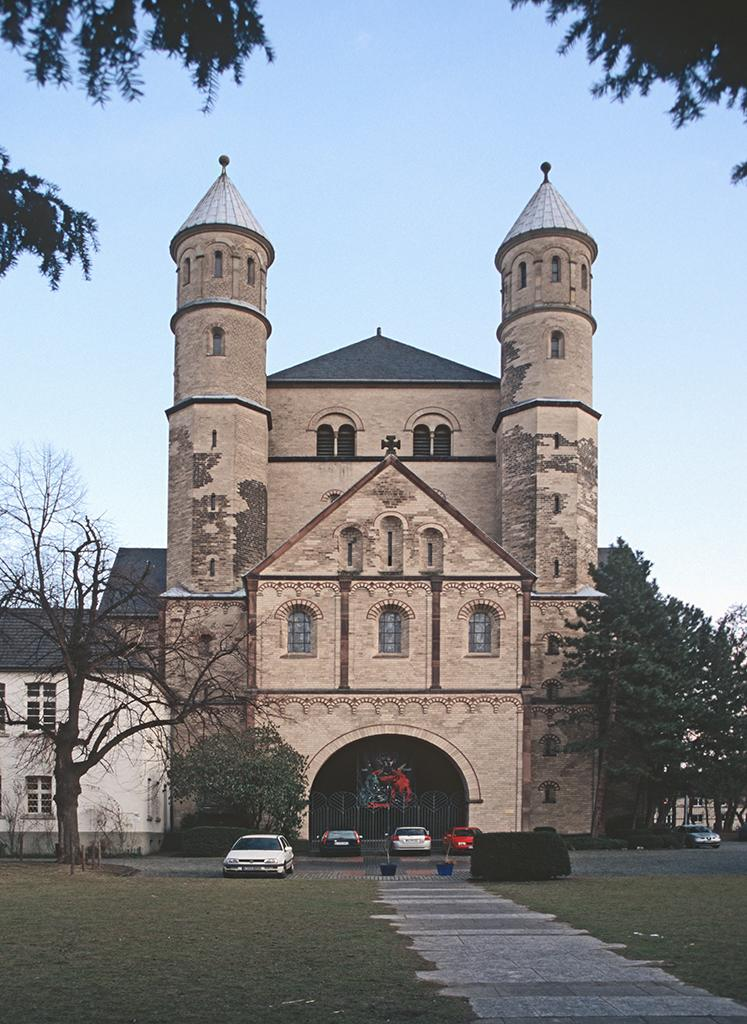
ザンクト・パンターレオン聖堂の西正面
洗練された三塔型西正面。

初期ロマネスク建築の西正面はカロリング朝の西構えから発展したもので、その形態によって縮小型西構え、三塔型、双塔型、横断型、単塔型に分類される。カロリング朝時代の西構えも10世紀頃まで建設されており、ヒルデスハイムのザンクト・ミヒャエルやランスのノートルダムなどは、発掘によってコルヴァイのザンクト・ヴィートスに類似する平面の西構えを持っていたことが知られている。
現存する初期ロマネスクの西正面は、 ケルンのザンクト・パンターレオン聖堂（1000年）、そしてミュンスターアイフェル旧大修道院のザンクト・クリザントゥース・ウント・ダリーア聖堂などがある。一部復元されているが、ザンクト・パンターレオンの西端部は洗練されたもので、箱型の中央塔を挟み込むように2つの円形階段塔を持つ三塔型西正面と呼ばれる形式である。これは、両側の階段塔は発達していないものの、アーヘンの宮廷礼拝堂西正面においてすでに認められる形式で、1000年から1200年頃にかけて、スヘルデ川とエルベ川に挟まれた地域において広く採用された。
双塔型の西正面を持つ建築物がいつごろ建設されたのかは明確でない。平面上、双塔型西正面と横断型西正面と呼ばれる形式は類似しているため、上部構造が残っていない限り、これらを区別することはできないからである。ジュミエージュにあるノートルダム聖堂の西構え（1070年頃）は双塔型西正面への指向性を窺わせるが、確実にそれとされるのは、11世紀末に建設されたカーンのサンティティエンヌ聖堂（1077年）である。装飾のない厳格な構成であるが、サンティティエンヌの西端部は北部フランスでその後も採用され続け、やがて盛期ゴシック建築の標準的な形式となった。
複数の塔を建設することは中世ヨーロッパ建築の大きな特徴で、確証はないものの、当時の大聖堂の多くが三つ以上の塔を備えていたと考えられる。これに対して、イタリア半島では西構えそのものがほとんど採用されなかったので、教会堂から独立した単塔（鐘楼）を西正面に建設する形式が好まれた。アルプス以北の地域でも単塔は西正面に建設されることがあったが、しばしば、カルドーナのサン・ヴィセンテ・デル・カスティーリョ聖堂のように、西面ではなく東の内陣塔として建設されることがあった。

### バシリカと壁面分節
初期ロマネスク教会堂の標準形式は、壁面を石造、天井と屋根を木造とする平天井バシリカである。初期キリスト教建築のバシリカでは、身廊内部はアーケードと高窓（クリアストーリ）のみが壁面に変化をもたらすだけであるが、ニーダーザクセンとシャンパーニュ、ノルマンディの教会堂は、側廊の2階部分にトリビューン、トリフォリウムと呼ばれる身廊に向かって解放された通路、ないしは部屋を持っており、これが身廊内壁を水平方向に分節した。ゲルンローデのザンクト・ツァリアクス聖堂などがその代表的なものだが、トリビューンの機能とその起源ははっきりせず、ヴィニョリのサンテティエンヌ聖堂のように、2階廊がなく、アーケードとともに側廊と身廊を結ぶだけの、偽トリビューンと呼ばれるものもある。
イタリア半島以外の地域では、バシリカのアーケードは円柱ではなく、ピア（角柱）で構成されたが、11世紀になるとピアと円柱を交互に配置する形式が好まれるようになった。ピアの配置は、構造的な安定をもたらすが、ヒルデスハイムのザンクト・ミヒャエル聖堂のように、最初はアーケードに身廊と袖廊の交差部のリズムを繰り返すだけの措置にすぎなかったかもしれない。しかし、ジュミエージュのノートルダム聖堂では、ピアに天井まで達する半円形の付柱が付属してひとつの柱間（ベイ）のような構成になっており、内部壁面を明瞭に分節している。また、確実ではないが、この聖堂の天井には、パヴィーア近郊にあるサンタ・マリア・マッジョーレ聖堂に似た壁付き横断アーチが架けられていたらしく、柱間の区分をさらに決定的なものにしていたらしい。
これらの聖堂はすべて基本的に木造の平天井で、石造ヴォールトではない。石造天井の技術は、堅固な建築物を建設する目的のために必要とされ、実際にその試みはすでに10世紀には行われていた。しかし、石造天井を構築するための技術的問題が本格的に解決され、運用されるのは、続く盛期ロマネスク時代である。

## 主要建造物

### フランス
- ル・トロネ修道院（1160－1190年頃）
- クリュニー修道院第3教会（1088－1130年）

壮大な規模のロマネスク聖堂。現在は一部のみ残る
- サント・マリー・マドレーヌ教会（1120-60年頃）ヴェズレー
- サン・フィリベール教会（1066－1108年頃）トゥールニュ

### イギリス
- カンタベリー大聖堂（ケント州）

### イタリア
- ピサ大聖堂（1063年-）

ピサの斜塔で有名
- サン・ミニアト・アル・モンテ教会（1018-62年、フィレンツェ）

ルネサンスを予感させるプロト・ルネサンスの教会堂

### ドイツ
- アーヘン大聖堂(世界遺産)
- シュパイアー大聖堂(世界遺産)　ドイツロマネスクの初期作例
- トリーア大聖堂(世界遺産)
- ヴォルムス大聖堂
- マインツ大聖堂
- バンベルク大聖堂
- ヒルデスハイムの聖マリア大聖堂と聖ミヒャエル聖堂(世界遺産)
- ロルシュ修道院(世界遺産)
- クヴェトリンブルクの聖堂参事会教会(世界遺産)
- ライヒェナウ島の修道院群(世界遺産)
- 聖カストール司教座教会（コブレンツ）
- リンブルク・アン・デア・ラーン大聖堂

## 影響・派生
- 19世紀以降の歴史主義建築の中で、回顧的にロマネスクの意匠が用いられることがある（ドイツではルントボーゲン様式などと称された）。日本でも日本基督教団 大阪教会（1922年竣工、大阪府大阪市、W・M・ヴォーリズ設計）や東京商科大学（現一橋大学、1927年竣工、東京都国立市、伊東忠太設計）、第4師団 司令部庁舎（1931年竣工、大阪府大阪市、同師団経理部建技設計）、神戸商業大学校舎群（現神戸大学、1932年～1935年竣工、兵庫県神戸市灘区）等はロマネスク風に建設された。

- ロマネスクという言葉は伝奇小説的、空想的、という意味でも使われる。これは小説Romanから派生した言葉である。